# 广州永安堂
永安堂，位于中国广东省广州市越秀区人民街道果菜西社区沿江西路149号，为广州市的一个省级文物保护单位，类型为近现代重要史迹及代表性建筑，公布时间为1993年8月。
永安堂曾是廣州少年兒童圖書館的館舍，現已被改爲作越秀區少年兒童圖書館使用。

## 歷史

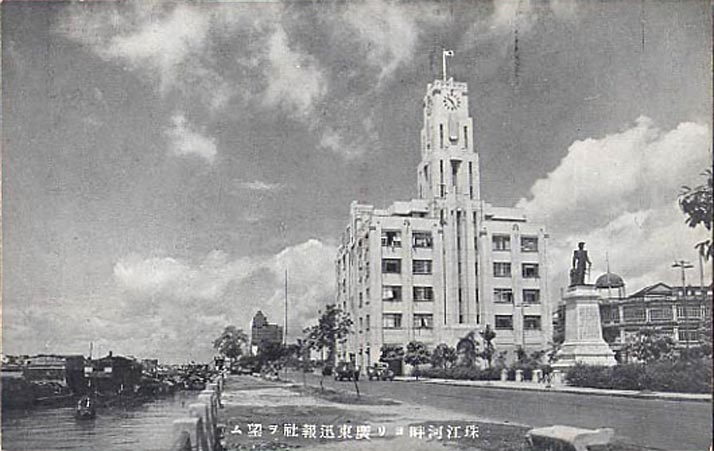
永安堂，虎標萬金油於廣州市的廠房，門口前為程璧光塑像。

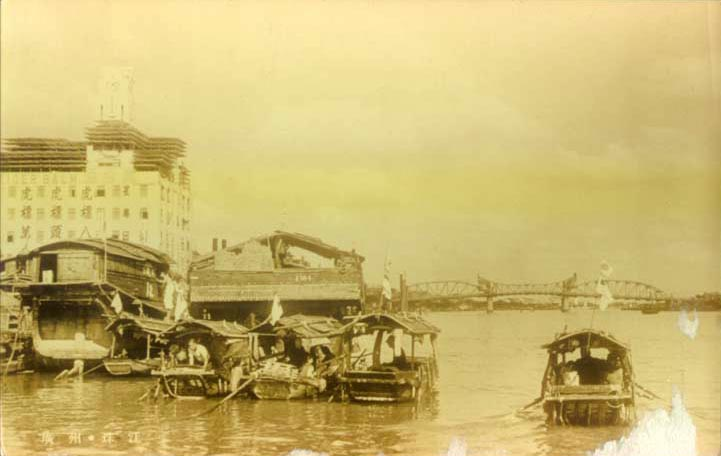
左側是永安堂，外牆有虎標的廣告。遠處是海珠橋。

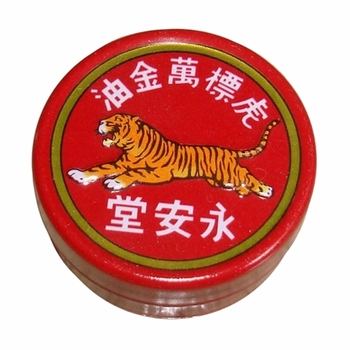
虎標永安堂生產的萬金油。

1928年廣州市政府在海珠石所在地建成海珠公园。公園原來通過浮橋與陸地的長堤大馬路相連。在填海前，海珠公園的東端是胡文虎的永安碼頭，原有程璧光像。
1931年擴築新堤（俗稱新填地，今沿江西路）時，海珠石沉埋地下，成為新堤的一段。原來的程璧光像被移至永安堂東面前安放。
1937年永安堂落成，是胡文虎在中國大陸生產經銷虎標萬金油的主要場所，初建時是廣州市第二等的樓宇，僅次於愛羣大酒店。
1949年10月，中國人民解放軍在攻陷廣州後便佔據永安堂店樓，作為臨時支援前線作戰之用。在1949年底，胡文虎兩度去信葉劍英，表明生意不景，無力借出巨款給新政府，未有得到回覆。到1950年1月初，葉劍英領導下的廣州當局以發行「勝利公債」為名，要求各行業老闆認購，身在海外的胡文虎拒絕要求。广州市人民政府就在兩個月後的3月24日，發出查封永安堂的公告，指自1949年下半年計永安堂應繳稅十億人民票（約時港幣十八萬），至公告前尚欠八億，限令胡一周內繳清並要購買「勝利公債」。其子胡好隨即在香港召開記者會，指永安堂大廈在解放軍進駐廣州後，就被部隊佔用四層，水電開支均要永安堂自己承擔，更令永安堂損失租金收入，還影響到藥業生意下滑。
同年4月17日，胡文虎派員到廣州繳付了四億五千萬人民票，還繳付了「欠稅」總額百分之二十作「罰金」。後來胡文虎被中國共產黨指為「漢奸」，永安堂順勢就被列為「敵產」而被充公，成為廣東省總工會所在地，鐘樓上的「虎標永安堂」五字被毀。1960年代，永安堂前的程璧光像被毀，換成今日見到的工人雕像（陳本宗、凌鎮威合作的《創業者》）。
1994年，廣東省人民政府決定將永安堂產權歸還胡文虎之女胡仙。胡仙原先是想要收回大廈後作為投資興辦內地傳媒的辦公地點，當知道中國大陸仍然嚴格禁止私人媒體後，就有意將大廈捐獻給廣州市人民政府用於社會公益事業。雙方最終達成一致的意見是將這座大廈建成廣州少年兒童圖書館。
2015年3月1日，廣州市少年兒童圖書館搬遷至中山四路42號原廣州圖書館位置，永安堂被下發予越秀區作為少年兒童圖書館。2017年，越秀區文廣新局擬對越秀區少年兒童圖書館（永安堂）進行修繕。改造工程總投資額2393.06萬元人民幣，施工日期擬定為同年6月至12月。修繕面積4526平方米，共有6層主體建築及頂部鐘樓，最高建築高度約為44.8米。
搬遷到永安堂的廣州市越秀區少年兒童圖書舘已於2019年9月29日面向公衆開放。

## 外部連結
- 永安堂的故事 （页面存档备份，存于）